# Stefano Benvenuti Gostoli
Stefano Maria Benvenuti Gostoli (Ancona, 17 gennaio 1976) è un politico italiano.

## Biografia
Di professione avvocato, è stato eletto consigliere comunale ad Ancona per Alleanza Nazionale nel 2006 e per Il Popolo della Libertà nel 2009. Ha in seguito aderito a Fratelli d'Italia, partito del quale è stato nominato coordinatore provinciale di Ancona nel 2020.
Alle elezioni politiche del 2022 è eletto deputato nel collegio uninominale di Ancona con il 38,6% dei voti.